# Archiphonème
Un archiphonème est une unité phonologique regroupant les particularités distinctives de plusieurs phonèmes dont l'un au moins est exclu dans certaines positions (syllabe fermée, position finale…) : c'est-à-dire que l'opposition entre ces phonèmes ne se réalise pas dans ces positions : elle est neutralisée.
Par exemple, en français standard, l'opposition entre le « o » ouvert et le « o » fermé se neutralise en fin de mot. En effet, le « o » ne peut être que fermé en fin de mot. On note généralement les archiphonèmes à l'aide d'une lettre majuscule : en position finale, on dit que l'archiphonème « o » se réalise fermé. 

## Introduction

### Quasi-universalité du phénomène
Les archiphonèmes existent dans de très nombreuses langues. Cependant, il s'agit d'exceptions à des règles de prononciation.

### Distinction archiphonème / allophone
Il convient de ne pas confondre archiphonème et allophone. Les archiphonèmes sont des phonèmes distincts mais dont la réalisation de l'un au moins est impossible dans certains cas, alors que les allophones ne sont pas des phonèmes distincts. Les notions d'archiphonèmes et d'allophones sont relatives à une langue. Par exemple la paire {/z/, /s/} ne constitue pas en espagnol des phonèmes différents (aucune paire minimale ne distingue ces sons) mais des allophones, alors qu'il s'agit de deux phonèmes distincts dans de nombreuses langues, dont le français (paire minimale : « sauna » / « zona »). Cette paire constitue justement un archiphonème en français (« aztèque » : [astεk]).

### Note concernant les dialectes et accents
Ajoutons enfin que les archiphonèmes, en tant que notions phonologiques, sont relatifs à une langue parlée et non écrite, ce qui signifie que les différents dialectes et accents correspondant à une même langue écrite peuvent avoir des archiphonèmes différents. Par exemple, il existe des archiphonèmes en français canadien qui n'existent pas en français de la France métropolitaine (/I/, /Y/, /U/). Dans les tableaux qui suivent, sauf mention contraire, les archiphonèmes correspondent à la langue standard indiquée. Par exemple, le tableau correspond à l'espagnol parlé en Espagne. On pourrait en faire un autre (ou plusieurs) pour l'espagnol parlé en Amérique du Sud, Amérique Centrale et Mexique.

## Neutralisation de l'opposition entre consonnes sourdes et sonores
En français et dans plusieurs autres langues, les consonnes sonores (comme b, d, g, j, v, z) et les consonnes sourdes (comme p, t, k, ch, f, s) forment des archiphonèmes : b/p, d/t, g/k, j/ch, v/f, z/s. Devant une consonne sourde ces archiphonèmes réalisent un phonème sourd et réalisent un phonème sonore devant une consonne sonore. Cette règle est notamment valable en :
- français (ex : : "obtus" /ɔp.ty/)
- allemand (ex : "Abtei" /apˈtaɪ/)

Il semble que l'italien évite ce problème phonétique en n'utilisant jamais de consonne sonore après une sourde ou inversement, ce qui rend inutile cette règle d'euphonie.
Dans les tableaux suivants, cette règle n'est pas rappelée.

## Quelques archiphonèmes dans différentes langues

### Allemand
| éléments | notation | exclusion                      | exemple                      | remarque                                                                                      |
| -------- | -------- | ------------------------------ | ---------------------------- | --------------------------------------------------------------------------------------------- |
| /d, t/   | /T/      | position finale : toujours [t] | Rad : [raːt]                 |                                                                                               |
| /v, f/   | /F/      | position finale : toujours [f] | konservativ: [kɔnsɛrva'tiːf] | Cet archiphonème est assez répandu (existe aussi en russe, par exemple).                      |
| /b, p/   | /P/      | position finale : toujours [p] | Taub : [taup]                | archiphonème très répandu, mais pas universel (cf. le mot « pub » en français et en anglais). |

### Anglais
| éléments  | notation | exclusion                   | exemple                                                       | remarque |
| --------- | -------- | --------------------------- | ------------------------------------------------------------- | --- |
| /m, n, ŋ/ | /N/      | avant /p, b/ : toujours [m] | /ɪNp/ : [ɪmp] imp ‹diablotin›                                 | |
| /m, n, ŋ/ | /N/      | avant /t, d/ : toujours [n] | /hɪNt/ : [hɪnt] hint ‹indice›                                 | |
| /m, n, ŋ/ | /N/      | avant /k, ɡ/ : toujours [ŋ] | /ɪNk/ : [ɪŋk] ink ‹encre›                                     | |
| /t, d/    | /D/      |                             | /beDiŋ/ : [beɾiŋ] betting ‹-› ou bedding ‹-›, indiscernables. | Dans certaines formes d’anglais nord-américain. Voir Neutralisation et Archiphonème, Phonème voir paragraphe Biuniqueness (en) et Battement. |

### Espagnol
| éléments  | notation | exclusion                               | exemple                      | remarque                                                              |
| --------- | -------- | --------------------------------------- | ---------------------------- | --------------------------------------------------------------------- |
| /m, n, ŋ/ | /N/      | avant /p, b/ : toujours [m]             | campo, cambio                | une seule consonne nasale est réalisée en position préconsonnantique. |
| /m, n, ŋ/ | /N/      | avant /t, d, ch, s/ : toujours [n]      | canto, cuando, ancho, cansar | une seule consonne nasale est réalisée en position préconsonnantique. |
| /m, n, ŋ/ | /N/      | avant /g, k/ : toujours [ŋ]             | mango, anca                  | une seule consonne nasale est réalisée en position préconsonnantique. |
| /ɾ, r/    | /R/      | début de syllabe : toujours [r]         | ratón, subrayó               |                                                                       |
| /ɾ, r/    | /R/      | milieu ou fin de syllabe : toujours [ɾ] | sabroso, arder               |                                                                       |

### Français
| éléments  | notation | exclusion                                           | exemple                                                                 | remarque |
| --------- | -------- | --------------------------------------------------- | ----------------------------------------------------------------------- | --- |
| /ɔ, o/    | /O/      | position finale : toujours [o]                      | /sO/ : [so] sot (cf. [sɔt] sotte), /bO/ : [bo] beau, /ɡrO/ : [ɡʁo] gros | |
| /ɛ, e/    | /E/      | position fermée : toujours [ɛ]                      | /tEk/ : [tɛk] tek, /pEn/ : [pɛn] penne, /vEn/ : [vɛn] veine             | |
| /a, ɑ/    | /A/      |                                                     |                                                                         | L'opposition entre /a/ et /ɑ/ est rarement pratiquée et tend à disparaître au profit de /a/, sauf dans le nord de la France, en Belgique et au Québec, où elle est bien conservée. |
| /ə, œ, ø/ | /Œ/      | devant /r/ : toujours [œ] devant /z/ : toujours [ø] | /odŒr/ : [odœʁ] odeur, /swaɲŒz/ : [swaɲøz] soigneuse                    | |
| /ɛ̃, œ̃/    | /Ẽ/      |                                                     |                                                                         | L'opposition entre /ɛ̃/ et /œ̃/ est rarement pratiquée et tend à disparaître au profit de /ɛ̃/, sauf en Belgique et au Québec, où elle est bien conservée.                            |

### Japonais
La prononciation du japonais.
| éléments     | notation     | exclusion | exemple | remarque |
| ------------ | ------------ | --- | --- | -------- |
| /p, t, k, s/ | /Q/ (っ, ッ) | avant [p] : toujours [p̚] | /niQpoɴ/ : [nipːpõɴ] Nippon 日本 ‹Japon›                                                                        |          |
| /p, t, k, s/ | /Q/ (っ, ッ) | avant [t] : toujours [t̚] | /kiQte/ : [kitːte] kitte 切手 ‹timbre-poste›                                                                    |          |
| /p, t, k, s/ | /Q/ (っ, ッ) | avant [ʦ] : toujours [t̚] | /miQtɯ/ : [mitːtsɯ] mittsu 三つ ‹trois›                                                                         |          |
| /p, t, k, s/ | /Q/ (っ, ッ) | avant [cɕ] : toujours [c̚] | /saQti/ : [sacːcɕi] satchi 察知 ‹inférence›                                                                     |          |
| /p, t, k, s/ | /Q/ (っ, ッ) | avant [k] : toujours [k̚] | /iQkai/ : [ikːkai] ikkai 一回 ‹une fois›                                                                        |          |
| /p, t, k, s/ | /Q/ (っ, ッ) | avant [s] : toujours [s] | /kaQseɴ/ : [kasːsẽɴ] kassen 合戦 ‹bataille›                                                                     |          |
| /ɴ̩, m̩, n̩, ŋ̩/ | /N/ (ん)     | position finale : toujours [ɴ̩] | /niQpoN/ : [nipːpõɴ̩] Nippon 日本 ‹Japon›                                                                        |          |
| /ɴ̩, m̩, n̩, ŋ̩/ | /N/ (ん)     | Devant les bilabiales [p], [b], [ɸ], [m] : toujours [m̩]                                                                                 | /piNpoN/ : [pim̩põɴ̩] pinpon ピンポン ‹ping-pong›                                                                 |          |
| /ɴ̩, m̩, n̩, ŋ̩/ | /N/ (ん)     | Devant les dentales [t], [d], [s], [z], [n] et leurs allophones, les consonnes [h] (et allophones, sauf [ɸ]), [ɺ] et [j] : toujours [n̩] | /beNtoː/ : [ben̩toː] bentō 弁当 ‹bentô›                                                                          |          |
| /ɴ̩, m̩, n̩, ŋ̩/ | /N/ (ん)     | Devant les vélaires [k], [g] : toujours [ŋ̩]                                                                                             | /beNkʲoː/ : [beŋ̩kʲoː] benkyō 勉強 ‹études›                                                                      |          |
| /ɴ̩, m̩, n̩, ŋ̩/ | /N/ (ん)     | Devant les voyelles [i], [ɯ], [e] : le ん se prononce d'après la consonne suivante.                                                     | /kiNeN/ : [-] kin'en 禁煙 ‹interdit de fumer› vs. [ki.neɴ̩] kinen 記念 / 祈念 ‹commémoration, souvenir / prière› |          |
| /ɴ̩, m̩, n̩, ŋ̩/ | /N/ (ん)     | Devant les voyelles [a], [o] : la voyelle se nasalise et le ん se prononce d'après la consonne suivante.                                | /-/ : [-] - - ‹-›                                                                                               |          |
| /ɴ̩, m̩, n̩, ŋ̩/ | /N/ (ん)     | Il existe un cas où le ん peut exister seul, mais il s'agit alors plus d'une onomatopée : ん! correspond à hum!.                        | /N/ : [-] ん! ‹hum!›                                                                                            |          |

### Néerlandais
| éléments | notation | exclusion                    | exemple | remarque |
| -------- | -------- | ---------------------------- | ------- | -------- |
| /t/, /d/ | ?        | en fin de mot : toujours /t/ |         |          |
| /b/, /p/ | ?        | en fin de mot : toujours /p/ |         |          |

On remarque que ces deux règles sont communes avec l'allemand, autre langue germanique.

### Polonais
| éléments | notation | exclusion                                                                | exemple             | remarque                                          |
| -------- | -------- | ------------------------------------------------------------------------ | ------------------- | ------------------------------------------------- |
| /b/, /p/ | /P/      | position finale : toujours /p/                                           | "lub" : [lup]       | Cet archiphonème est assez répandu (cf. allemand) |
| /d/, /t/ | /T/      | position finale : toujours /t/                                           | "obiad" : ['ɔ.bjat] | Cet archiphonème est assez répandu (cf. allemand) |
| /g/, /k/ | /K/      | position finale : toujours /k/                                           | "Bóg" : [buk]       |                                                   |
| /f/, /v/ | /F/      | position finale : toujours /f/                                           | "ołów" : ['ɔ.wuf]   | Cet archiphonème est assez répandu (cf. allemand) |
| /n/, /ɲ/ | /ɲ/      | avant le groupe sk : toujours /ɲ/                                        | "Gdańsk" : [gdaɲsk] |                                                   |
| /s/, /z/ | /S/      | position finale : toujours /s/                                           | "raz" : [ras]       |                                                   |
| /ʂ/, /ʐ/ | /ʂ/ (?)  | position finale : toujours /ʂ/                                           | "mąż" : [mɐ̃w̃ʂ]      |                                                   |
| /i/, /ɨ/ | /I/ (?)  | après cz, sz, szcz, r et ł : toujours /ɨ/ ; après k, g, l : toujours /i/ |                     | Cet archiphonème se retrouve aussi en russe.      |

### Russe
| éléments | notation | exclusion                           | exemple               | remarque                                                                                                 |
| -------- | -------- | ----------------------------------- | --------------------- | --- |
| /v/, /f/ | /F/ (?)  | position finale : toujours /f/      | "против" : ['prɔ.tif] | Cet archiphonème est assez répandu (cf. allemand)                                                        |
| /i/, /ɨ/ | /I/ (?)  | après к, г, х, ч et щ : toujours/i/ |                       | Cela correspond à une règle d'orthographe élémentaire, on écrit и au lieu de ы après к, г, х, ш, ч et щ. |
| /i/, /ɨ/ | /I/ (?)  | après ш : toujours /ɨ/              |                       | Cela correspond à une règle d'orthographe élémentaire, on écrit и au lieu de ы après к, г, х, ш, ч et щ. |

### Turc
| éléments | notation | exclusion                 | exemple | remarque |
| -------- | -------- | ------------------------- | ------- | -------- |
| /ķ/, /k/ | /K/ ?    | devant a, ı, o et u : /k/ |         |          |
| /ķ/, /k/ | /K/ ?    | devant e, i, ö et ü : /ķ/ |         |          |